# Neon Neon
Neon Neon je hudební projekt, na kterém se podílejí americký hudební producent Boom Bip a velšský hudebník Gruff Rhys. Základy projektu byly položeny v říjnu 2006, kdy spolu dvojice začala spolupracoval pod názvem Delorean. V březnu 2008 duo, nyní již nazvané Neon Neon, vydalo své debutové album Stainless Style. Následně se skupina odmlčena, i když v roce 2011 vydala nový singl „Wheels“ (šlo však o nahrávku z dob alba Stainless Style). V dubnu 2013 skupina vydala své druhé album nazvané Praxis Makes Perfect.

## Diskografie
- Stainless Style (2008)
- Praxis Makes Perfect (2013)